# Cadillac Runabout y Tonneau

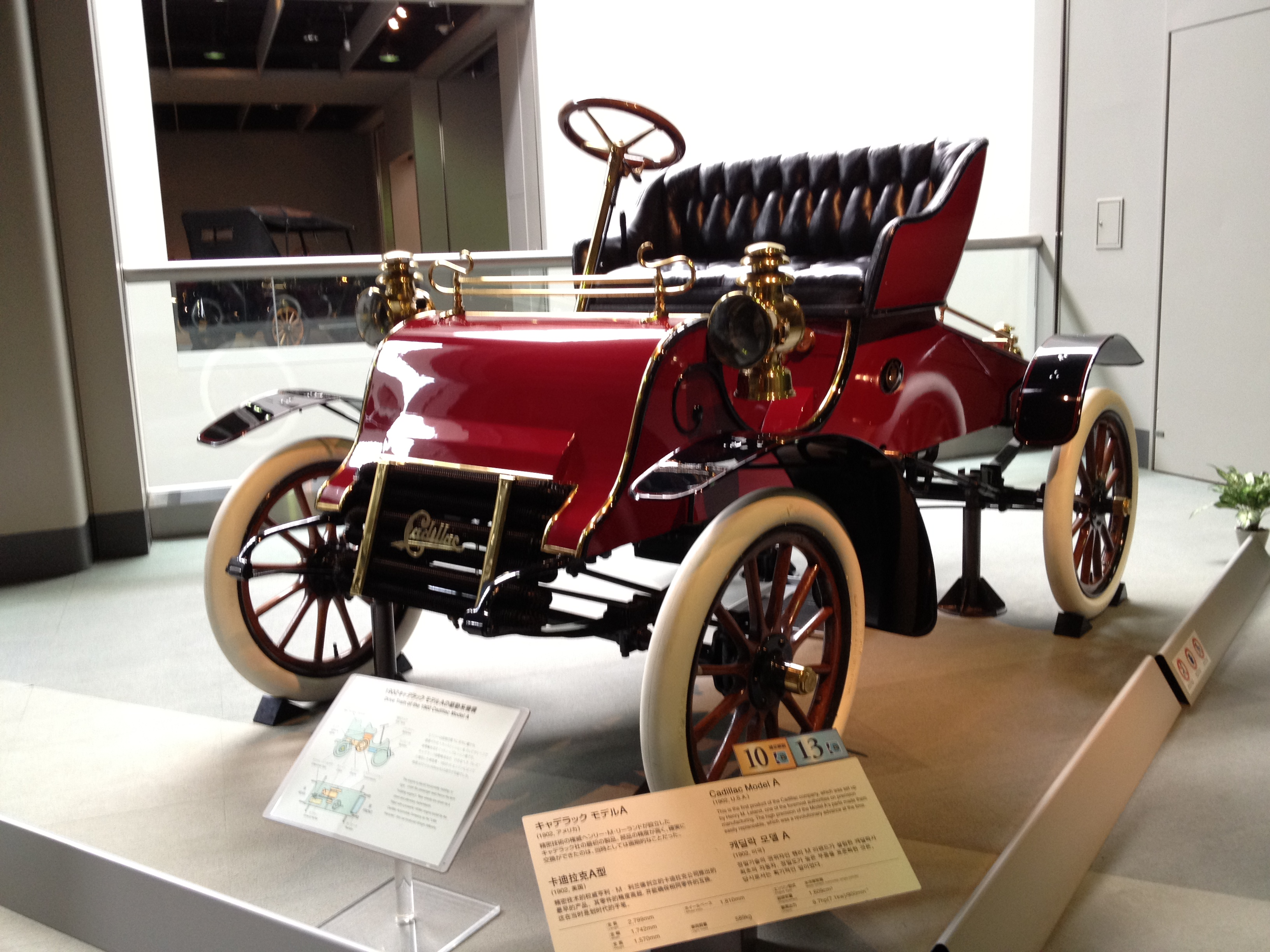
El Cadillac 1903 Runabout, presentado en 1902.

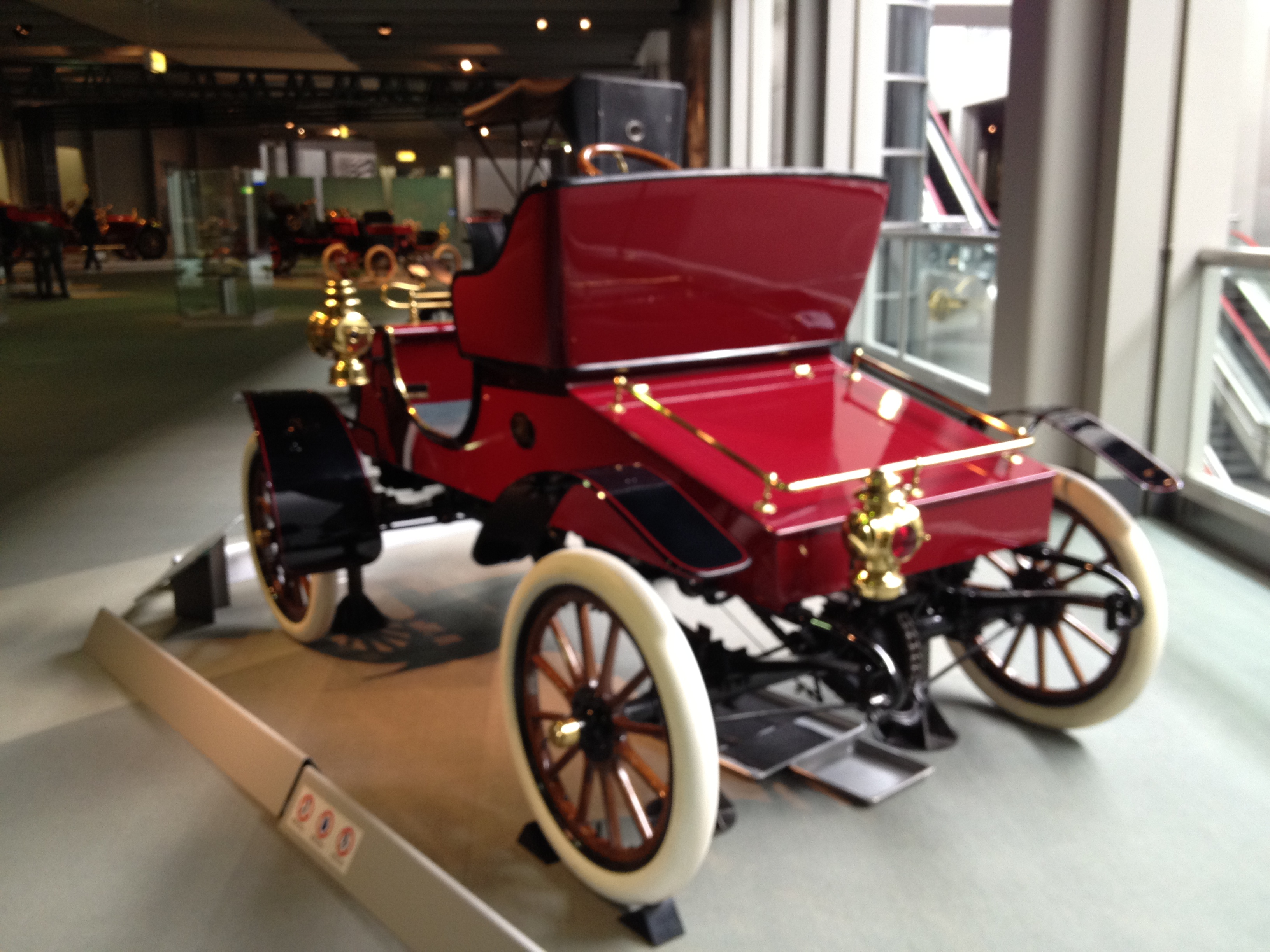
Vista trasera del Cadillac 1903 Runabout.

El primer Cadillac fue el modelo de 1903, construido en el último trimestre de 1902. Se trataba de un carruaje de dos plazas que no estaba tirado por caballos, sino por un motor de un solo cilindro de 10 CV desarrollado por Henry Martyn Leland, fundador, vicepresidente y director general de la empresa Leland and Faulconer Manufacturing Company de Detroit.
Este modelo se siguió vendiendo hasta 1908 con carrocerías runabout, tonneau u otros tipos de carrocería específicos.

## Motor de un solo cilindro
Los modelos A, B, C, E y F tenían un motor monocilíndrico de 1.6 litros, entre 6,5 y 9 CV, dependiendo del modelo. El cilindro tenía un recorrido horizontal.
El motor fue bautizado por sus creadores, Leland y Faulconer, como «Pequeño Hércules».

## ModeloA

Tonneau 1903

Se pudieron completar 3 ejemplares que, en enero de 1903, se presentaron en el salón del automóvil de Nueva York. Los 3 se vendieron y se llegaron a registrar 2286 pedidos de unidades, cada una con un depósito de 10 dólares. Sus similitudes con el Ford A eran claras; ambos eran productos de la mente de Henry Ford.
Opciones

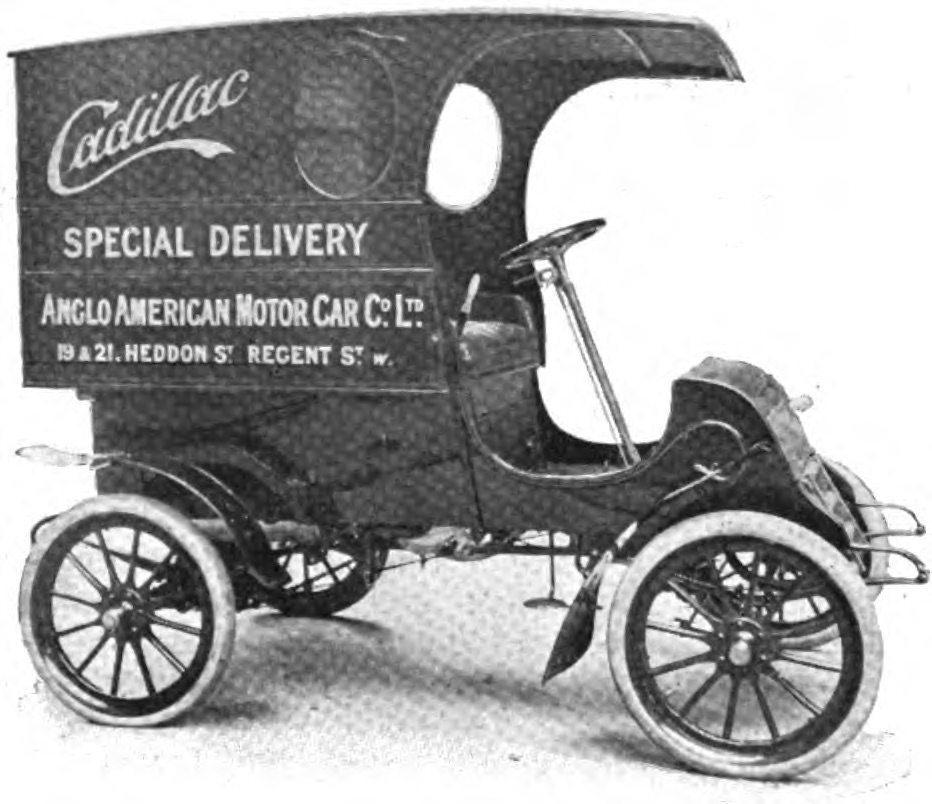
Modelo de reparto.

- Entrada trasera con dos asientos adicionales: 100 dólares.
- Capota de cuero y cortinas laterales, etc.: 50 dólares.
- Capota de goma y cortinas laterales, etc.: 300 dólares.
- Lámparas.
- Cadena alternativa ajustar velocidad en carretera.

## ModeloB (1904)

Modelo F (1905) hecho por encargo con tableros y guardabarros

Modelo B 1904 con puertas traseras (frontal C)

En enero de 1904 se presentó el Modelo B, muy similar al A, ya que compartía incluso el motor, pero con un marco de acero prensado y una mayor distancia entre ejes. En el eje frontal el automóvil descansa sobre un único amortiguador semielíptico transversal. El morro se había cambiado por una caja desmontable a modo de carrocería con un radiador vertical. Se consiguió reducir el peso unos 30 kg; pero los precios subieron 50 dólares. El coche se anunció con 8,25 CV, pero el motor era idéntico, probablemente por la reducción de peso.

## ModeloC (1905)

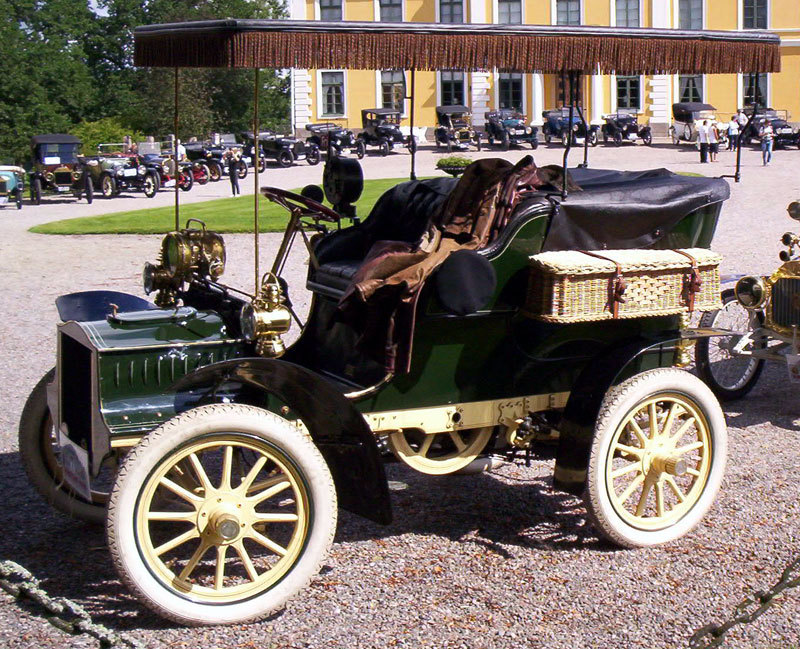
Modelo C (1905) con entrada trasera y capota

El Modelo C venía para sustituir a los antiguos modelos A y B en verano de 1905. Compartía muchas similitudes con el modelo B, pero montaba la capota y el radiador que más tarde usaría el modelo F. El tonneau era desmontable, a diferencia del Modelo F.

## ModeloD (1905)
Montaba un motor de cuatro cilindros. Para más información: Cadillac Modelo D

## ModeloE (1905)

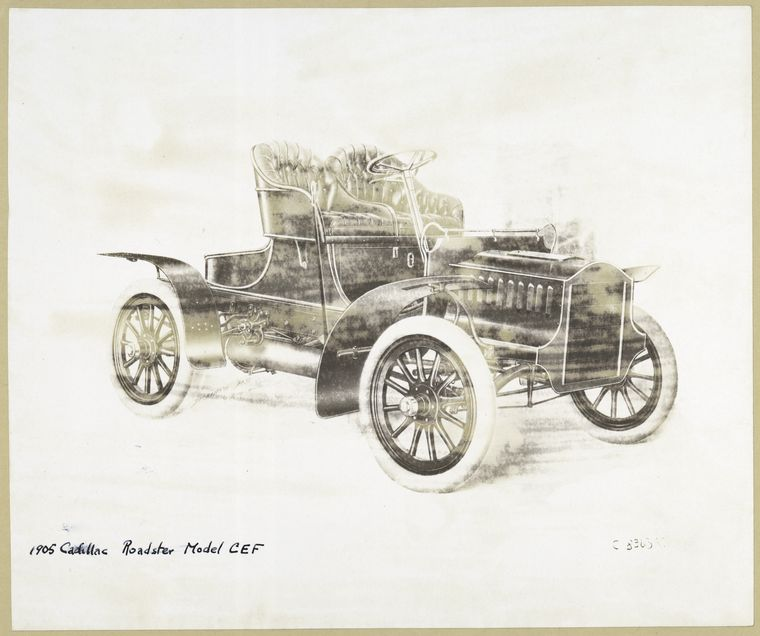
Modelo E Runabout 1905

El Modelo E salió a la venta en enero de 1905. Era un modelo con aspiraciones de deportivo, un «peso pluma» de 500 kg, con dos asientos y un precio de 750 dólares en 1905. Tenía una distancia entre ejes de 1900 mm, partiendo de la diferencia entre C y el B/F.

## ModeloF (1905)

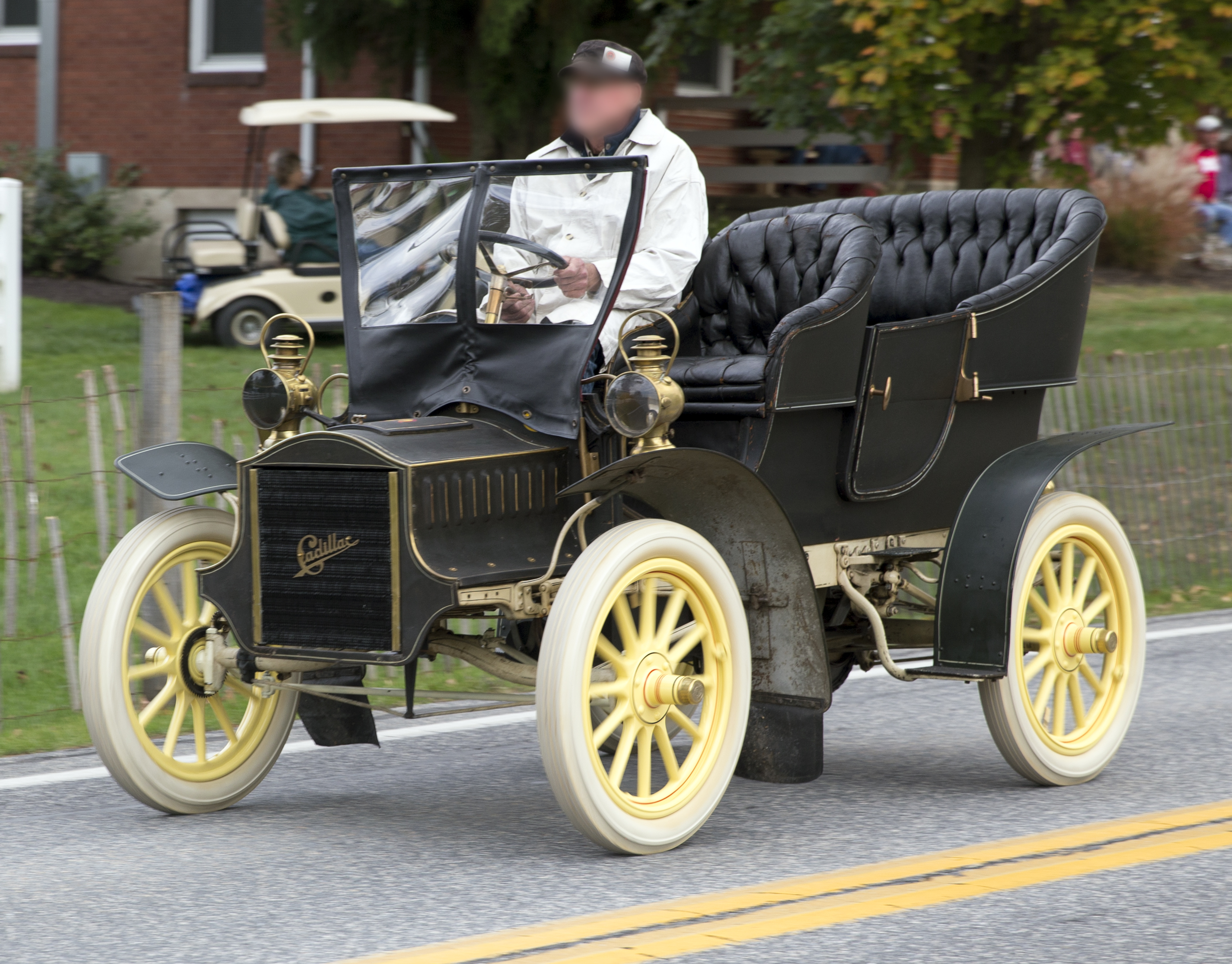
Modelo F (1905) con entrada lateral

El Modelo F era el primer nuevo modelo de Cadillac en 1905. Su capota era más contundente y su radiador mejor, basado en el reajuste del Modelo B (que derivó en el C), el cual incluso se comercializó a posteriori como modificación para los Modelos A y B. Los modelos E y F comparten el mismo chasis, aunque el F sufrió una modificación que lo alargaba 2 pulgadas.

## ModeloG, H y L (1906)
Montaba un motor de cuatro cilindros. Para más información: Cadillac Modelo D

## ModeloK y ModeloM (de 1906 a 1908)

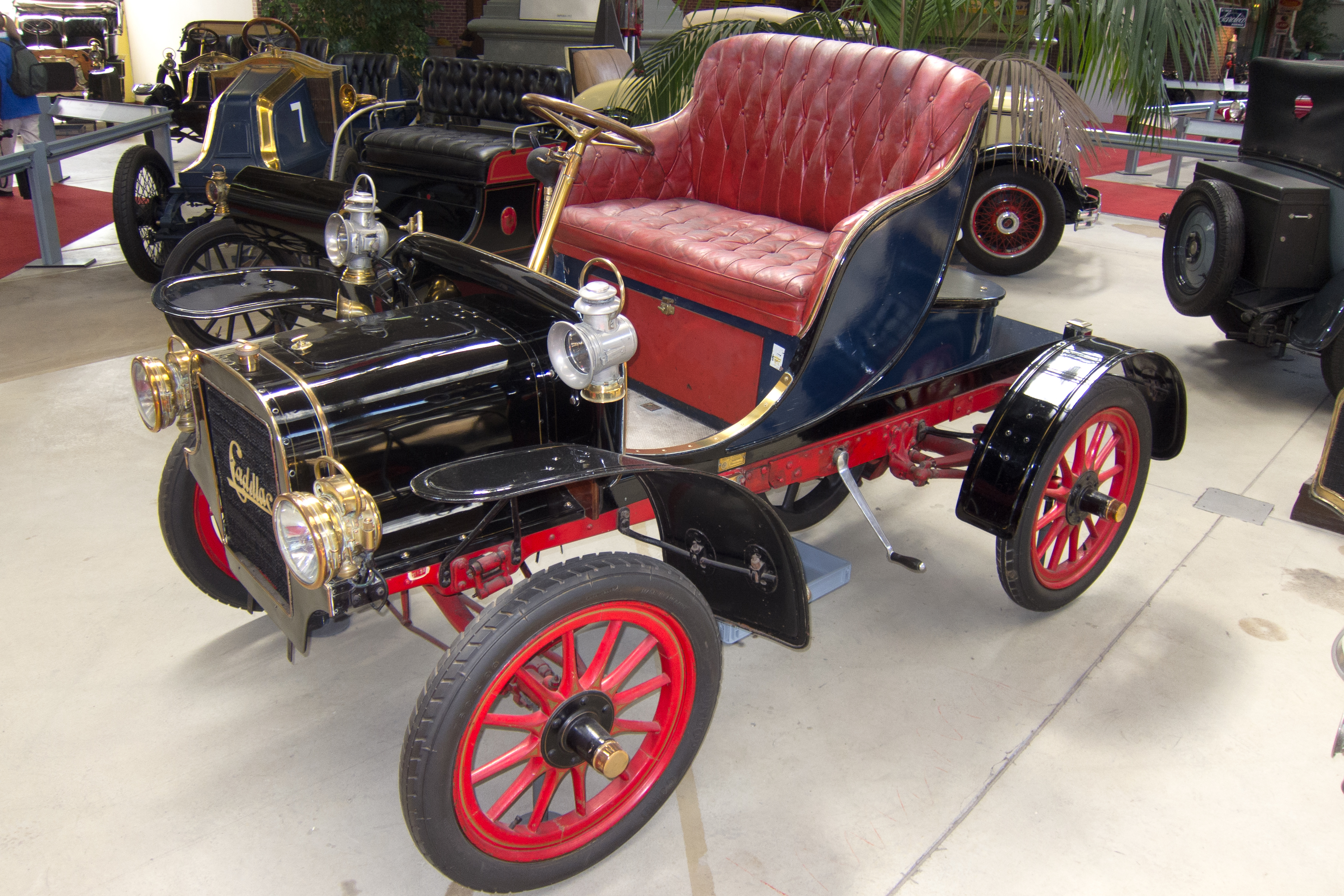
Modelo K (1907)

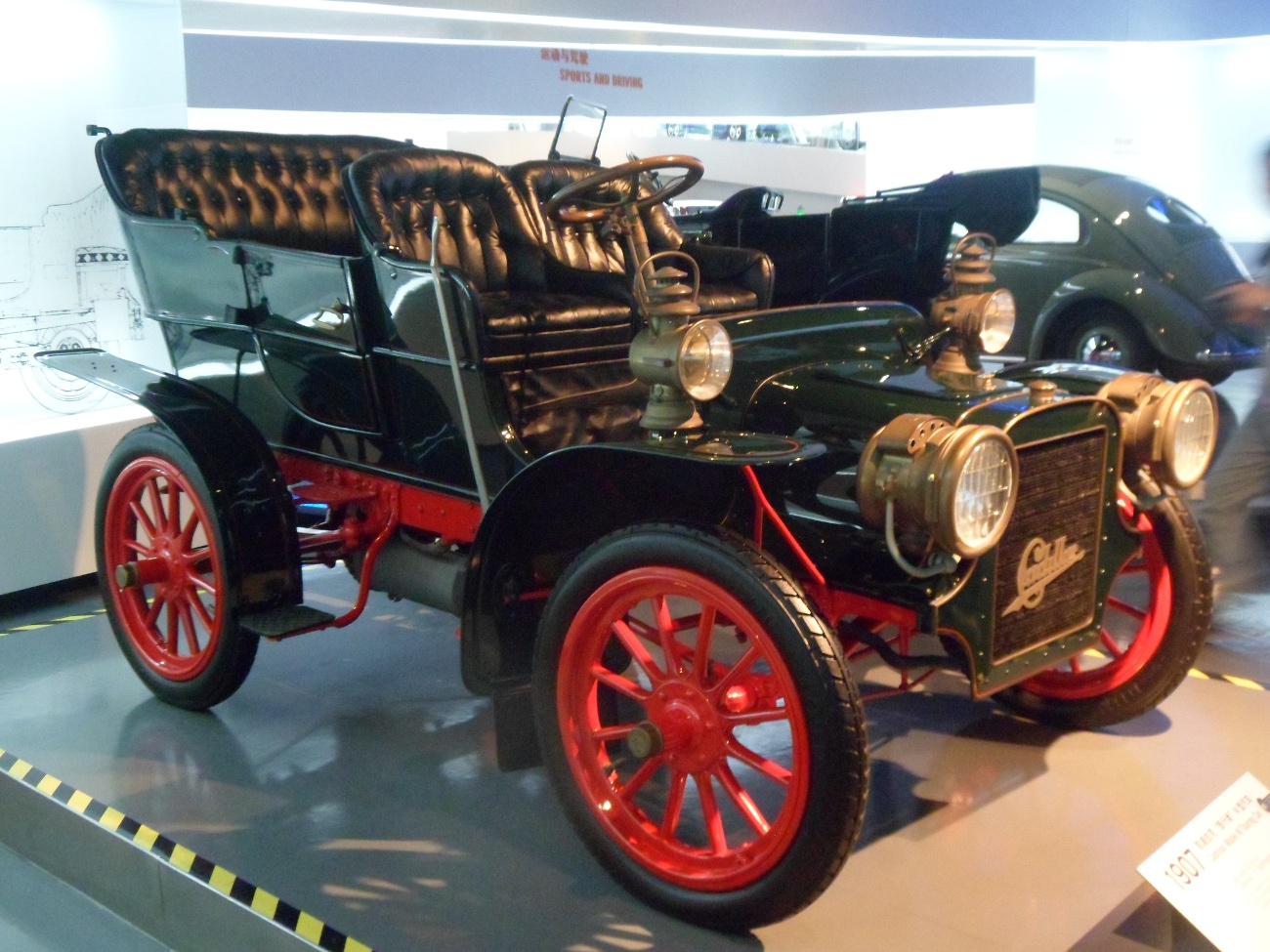
Modelo M (1907)

El motor monocilíndrico de Cadillac se consolidó con estos dos modelos en 1906. El breve modelo K y el duradero modelo M. Con un precio de 750 dólares para el Modelo K o 950 para el Modelo M, se vendieron 3650 unidades ese año. Los modelos K y M eran esencialmente similares a los modelos E y F de 1905 pero con una mejora en su carrocería. Se siguieron fabricando durante todo 1907, hasta 1908.
En 1908 el Modelo M quedó como vehículo comercial, por el precio de 950 dólares.

## ModeloS y ModeloT (1908)

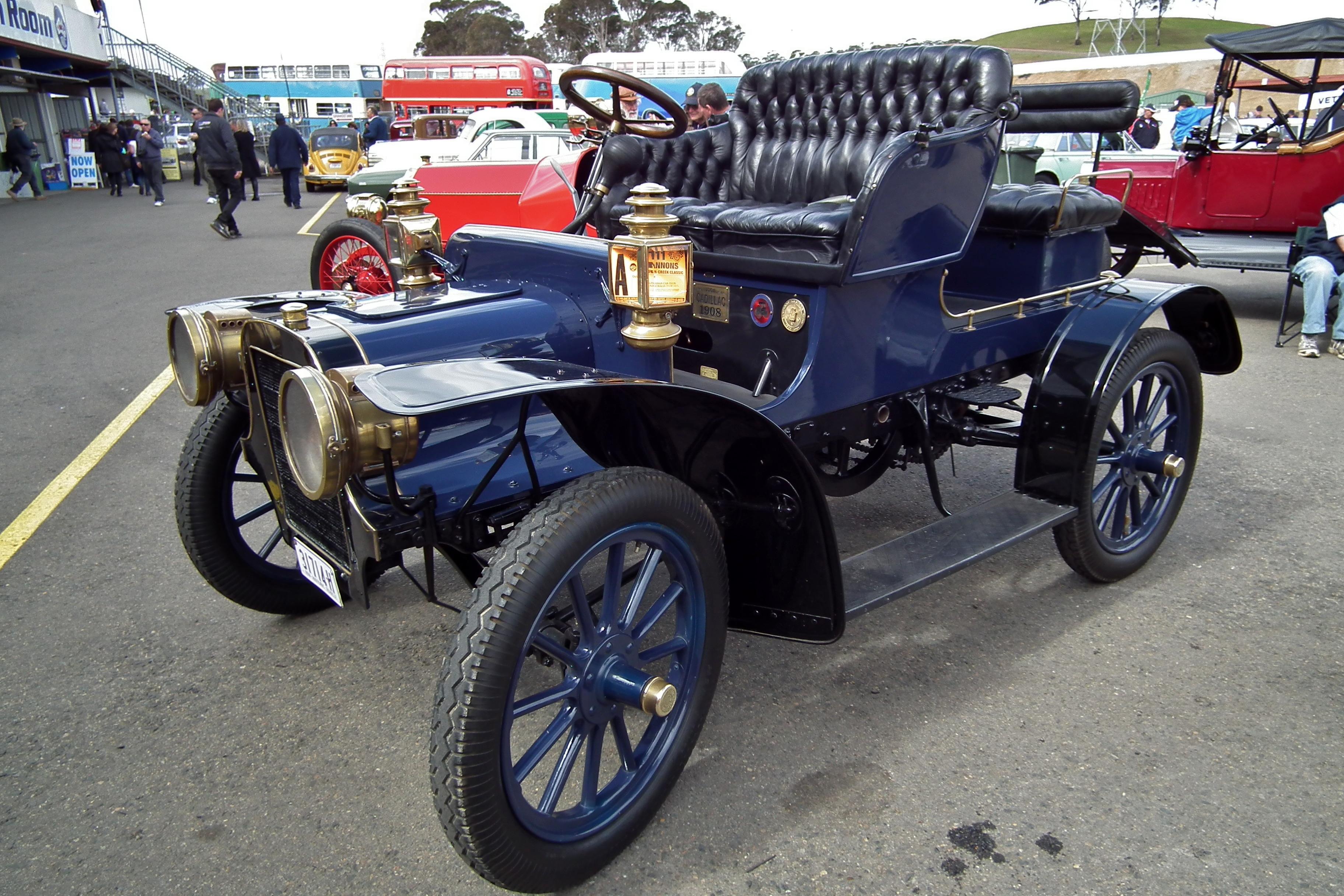
Modelo S (1908)

El Modelo S y el Modelo T de 1908 eran esencialmente versiones del K/M de años anteriores con una mayor distancia entre ejes, que aumentaba hasta los 2100 mm. Este sería el último Cadillac monocilíndrico. En 1909 se estandarizó el motor de 4 cilindros con el Cadillac Modelo Thirty. La diferencia entre el S y el T era la moldura de la talonera y los guardabarros.